# Dolça Catalunya
Dolça Catalunya (em português:  "Doce Catalunha") é um blog digital de opinião e de ensaio vinculado à extrema-direita espanhola, escrito emlinguas catalã e castelhana. Fou criado em outubro de 2013 por Guillermo Elizalde Monroset, entre outros. Seus textos versam sobre atualidade, língua e a política dos Países Catalães; promovem a unidade de Espanha; defendem o secessionismo linguístico do catalão e fazem apologia de diversas discriminações sociais, como o anticatalanismo ou o racismo.
Ainda que seu lema seja «Sensatez de catalães sob o nacionalismo» (Seny de catalanes bajo el nacionalismo) e descreve-se como um portal escrito por cidadãos anónimos, está dirigido e editado por pessoas dentro do âmbito editorial associado ao ultra-conservadorismo, à extrema-direita política espanhola, ao catolicismo integrista do Opus Dei e aos docentes da Universidade Abat Oliba.

## Discurso e alcance público
Os escritos de Dolça Catalunya, que alternam catalão e castelhano nas frases e parágrafos e nunca estão assinados, têm o objetivo de criar um discurso contra o crescente catalanismo a través do uso da demagogia e um amplo leque de conotações catalanofóbicas, anticiganas, islamófobas, racistas ou homofóbicas. Também publicaram posicionamentos contra as liberdades sexuais e contra o aborto. Trata-se de uma das publicações da extrema-direita com maior conteúdo anticatalanista dentre os que se analisaram na Espanha, caraterizado por sua crítica às políticas de normalização linguística do catalão mas sem se dirigir aos catalães como grupo cultural.
O anonimato das suas peças usa uma linguagem que, ainda que pretendidamente satírica, abusa dos insultos explícitos, a humiliação e a ridicularização dos adversários políticos —uma estratégia habitual na expressão comunicativa da extrema-direita europeia. Emite um discurso de revisionismo histórico conhecido como catalanismo hispânico, onde a identidade da Catalunha só existe dentro do contexto da Espanha. A plataforma participou da internacionalização de campanhas de gerrymandering e pós-verdade, como foi a invenção da Tabarnia, assim como da convocatória de manifestações nos âmbitos neofascistas.
O portal cita referentes ideológicos deste catalanismo hispânico como o teólogo Francesc Canals Vidal, que ainda participara de um corrente católico contra o voto à Constituição Espanhola durante a Transição. No âmbito da língua, o relato do secessionismo linguístico atacou, entre outros projetos, a Wikipédia em catalão e a sua comunidade de editores, etiquitando-os como «fanáticos», «propagandistas» e acusando-os de receber subsídios.
Considera-se que Doce Catalunha é um portal caça-cliques com estrutura de blog e que não cumpre os critérios de ética jornalística. O seu conteúdo enquadra-se no tom populista, sensacionalista e disseminador de notícias falsas a procura de distorcer os fatos de atualidade. Uma das suas estratégias de posicionamento web, alem de um elevado seguimento em redes sociais, como agora Facebook ou Youtube, é o uso de autoreferências e de múltiplos enlaces cruzados com outros portais similares. Isto lhe facilita um elevado impacto e visibilidade na otimização para motores de procura (SEO) dos cercadors de Internet como o de Google. 

## Fundação e colaboradores
Desde a sua criação, Dolça Catalunya mantém um forte hermetismo com respeito ao seu comité editorial e aos seus redatores. Contudo, sabe-se que o seu fundador foi o articulista Guillermo Elizalde Monroset e que o primeiro artigo publicou-se em 11 de outubro de 2013, na véspera do Dia da Hispanidade, feriado nacional na Espanha. O nome de Elizalde (presidente da Fundação Burke —considerada parte do integrismo católico espanhol) foi revelado como fundador do blog em documentos internos sobre a criação de Sociedade Civil Catalã (SCC) em 2014.  Outro dos principais editores da web pertence também à Fundação Burke e foi parte da criação de SCC; trata-se do economista Jorge Soley Climent, quem é conselheiro do clube de futebol RCD Espanyol é parte do órgão académico e de governo da Universidade Abat Oliba. 
Jorge Buxadé Villalba, advogado-geral formado na Abat Oliba, cofundador de SCC e político dos partidos de extrema-direita Falange Española de las JONS e Vox, foi o primeiro seguidor da conta de Dolça Catalunya na rede social Twitter.  O filósofo ultraconservador Javier Barraycoa Martínez, da Abat Oliva e SCC, alem de presidente da entidade unionista Somatemps, também foi relacionado como o site.
Segundo as investigações, o gestor da loja on-line de Dolça Catalunya é o publicista Alejandro del Rosal Valls-Taberner, editor de Barraycoa, comunicador da Conferência Episcopal Espanhola, promotor de comunicação do RCDE Espanyol e colunista do diário liberal La Razón. O empresário catalão Joan López Alegre, também professor da Universidade Abat Oliba, antigo deputado do Parlamento da Catalunha pelo Partido Popular, assessor de Ciutadans e vinculado a SCC, é o apresentador dos vídeos que o site publica no seu canal de YouTube, titulados L'Hora Dolça. Miguel Martínez Velasco, ideólogo da plataforma de apoio a Tabarnia, atua com frequência como moderador nas tertúlias que o portal organiza. Também apareceram como editores de artigos no site o escritor e dramaturgo Pau Guix, envolvido no livro publicado pelo portal em 2019 ou o jornalista ultracatólico Jaume Vives i Vives, participante da plataforma extremista Hazte Oír, editor sobre Tabàrnia e polémico pelas suas declarações públicas homofóbicas e islamófobas.
Dentre as conexões mais estreitas de Dolça Catalunha, encontram-se múltiplas relações, menções e enlaces web do portal considerado como «neofascismo cristão» Germinans Germinabit, um dos portais do ultracatolicismo da Catalunha e que serve como grupo de pressão contra a Arquediocese de Barcelona, defende a «pureza dos valores cristãos» e é contra os direitos da mulher —rodeado em vários escândalos episcopais e judiciais ao longo da década de 2010.

## Obras publicadas
No ano 2019, duas das pessoas vinculadas como colaboradoras editoriais de Dolça Catalunya, Javier Barraycoa e Pau Guix, foram destaques da promoção nacional do livro sobre o portal. Foi editado sem autor explícito e pretende oferecer soluções contra o independentismo catalão. Nestas apresentações assistiram políticos destacados e parlamentares dos grupos Cs, Vox e o PP, que elogiaram o conteúdo e o discurso ideológico como «necessário».
- Dolça Catalunya: seny de catalanes para superar el nacionalismo. Madrid: Libros libres. 2019. ISBN 978-84-15570-84-4